# Parastrangalis nymphula
Parastrangalis nymphula är en skalbaggsart som först beskrevs av Bates 1884.  Parastrangalis nymphula ingår i släktet Parastrangalis och familjen långhorningar. Inga underarter finns listade i Catalogue of Life.